# ジークフリート・ハインリヒ
ジークフリート・ハインリヒ（Siegfried Heinrich, 1935年1月10日 - 2023年2月6日）は、ドイツの指揮者。
ザクセン州ドレスデン近郊コッタの出身。10歳でドレスデン聖十字架合唱団の団員となり、ルドルフ・マウエルスベルガーに音楽的才能を認められる。1953年にマウエルスベルガーの推薦でドレスデン教会音楽学校に進学。しかし翌年西ドイツに移り、フランクフルト音楽大学に編入し、ヘルムート・ヴァルヒャ、クルト・ヘッセンベルク、カール・ヴァイス、マリア・イェーガー＝ユング、ゲオルク・ショルティ、カール・マリア・ツヴィスラー、カール・リステンパルトの各氏に師事。1955年にはフランクフルト学生合唱団を設立。1957年にはヘッセン室内管弦楽団を結成し、古楽オペラ・スタジオを作った。1961年にはヘッセン州バート・ヘルスフェルトの教会音楽ディレクターに就任し、2000年まで務めた。1969年には、フランクフルト学生合唱団をもとにフランクフルト・コンツェルト合唱団を創設し、そこの常任指揮者を務めた。
1976年に功労メダルを授与。1983年にはヘッセン州からゲーテ・メダルを贈られた。1988年には功労十字小綬章を授与された。2000年にはクーアヘッセン＝ヴァルデック福音主義教会からフィリップ・ニコライ金メダル、マールブルク市から名誉ブロンズ・バッジ等を贈られている。2005年にはプラハの欧州芸術連合からグスタフ・マーラー賞を贈られた。
2023年2月6日に死去。